# Spartanburg
Spartanburg is een plaats (city) in de Amerikaanse staat South Carolina, en valt bestuurlijk gezien onder Spartanburg County. Nabij Spartanburg bevindt zich de enige auto-assemblagefabriek van BMW op het Amerikaanse continent.

## Demografie
Bij de volkstelling in 2000 werd het aantal inwoners vastgesteld op 39.673.
In 2006 is het aantal inwoners door het United States Census Bureau geschat op 38.561, een daling van 1112 (-2.8%).

## Geografie
Volgens het United States Census Bureau beslaat de plaats een oppervlakte van
49,8 km², waarvan 49,6 km² land en 0,2 km² water. Spartanburg ligt op ongeveer 238 m boven zeeniveau.

## Plaatsen in de nabije omgeving
De onderstaande figuur toont nabijgelegen plaatsen in een straal van 12 km rond Spartanburg.

## Geboren
- Betsy Rawls (1928-2023), golfprofessional
- Arthur Prysock (1929-1997), zanger
- David Pearson (1934-2018), autocoureur
- Celia Weston (1951), actrice
- PJ Hall (2002), basketballer